# Komenda Rejonu Uzupełnień Sieradz

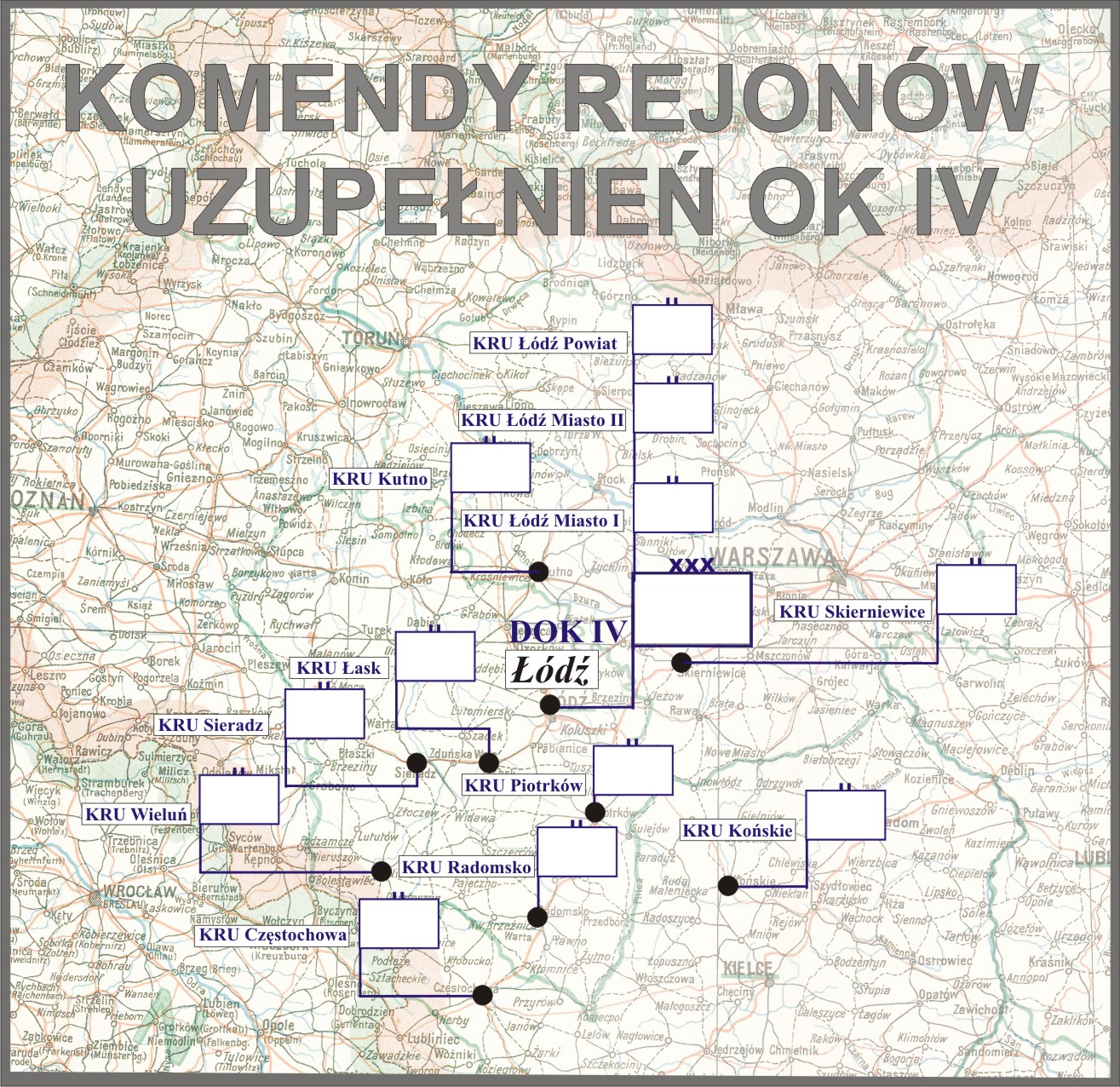
Komendy rejonów uzupełnień OK III

Komenda Rejonu Uzupełnień Sieradz (KRU Sieradz) – organ wojskowy właściwy w sprawach uzupełnień Sił Zbrojnych II Rzeczypospolitej i administracji rezerw w powierzonym mu rejonie.

## Historia komendy
Z dniem 1 października 1927 roku dotychczasowa PKU Łask w Sieradzu zmieniła nazwę na PKU Sieradz.
Z dniem 25 września 1928 roku z PKU Sieradz wydzielono powiat łaski, który oddano pod administrację nowo utworzonej PKU Łask. Od tego czasu PKU Sieradz administrowała wyłącznie powiatem sieradzkim. W grudniu 1930 roku komenda posiadała skład osobowy typ III.
31 lipca 1931 roku gen. dyw. Kazimierz Fabrycy, w zastępstwie ministra spraw wojskowych, rozkazem B. Og. Org. 4031 Org. wprowadził zmiany w organizacji służby poborowej na stopie pokojowej. Zmiany te polegały między innymi na zamianie stanowisk oficerów administracji w PKU na stanowiska oficerów broni (piechoty) oraz zmniejszeniu składu osobowego PKU typ I–IV o jednego oficera i zwiększeniu o jednego urzędnika II kategorii. Liczba szeregowych zawodowych i niezawodowych oraz urzędników III kategorii i niższych funkcjonariuszy pozostała bez zmian.
1 lipca 1938 roku weszła w życie nowa organizacja służby uzupełnień, zgodnie z którą dotychczasowa PKU Sieradz została przemianowana na Komendę Rejonu Uzupełnień Sieradz przy czym nazwa ta zaczęła obowiązywać 1 września 1938 roku, z chwilą wejścia w życie ustawy z dnia 9 kwietnia 1938 roku o powszechnym obowiązku wojskowym. Obok wspomnianej ustawy i rozporządzeń wykonawczych do niej, działalność KRU Sieradz normowały przepisy służbowe MSWojsk. D.D.O. L. 500/Org. Tjn. Organizacja służby uzupełnień na stopie pokojowej z 13 czerwca 1938 roku. Zgodnie z tymi przepisami komenda rejonu uzupełnień była organem wykonawczym służby uzupełnień .
Komendant rejonu uzupełnień w sprawach dotyczących uzupełnień Sił Zbrojnych i administracji rezerw podlegał bezpośrednio dowódcy Okręgu Korpusu Nr IV, który był okręgowym organem kierowniczym służby uzupełnień. Rejon uzupełnień nie uległ zmianie i nadal obejmował powiat sieradzki.

## Obsada personalna
Poniżej przedstawiono wykaz oficerów zajmujących stanowisko komendanta Powiatowej Komendy Uzupełnień i komendanta rejonu uzupełnień oraz wykaz osób funkcyjnych (oficerów i urzędników wojskowych) pełniących służbę w PKU Łask w Sieradzu i PKU Sieradz oraz KRU Sieradz, z uwzględnieniem najważniejszych zmian organizacyjnych przeprowadzonych w latach 1926 i 1938.
Komendanci
- ppłk piech. Wiktor Adam Rustocki (1921[12] – IX 1923 → Rezerwa Oficerów Sztabowych DOK V[13])
- ppłk piech. Włodzimierz Krzyczkowski (IX 1923[13][14] – III 1928[15] → dyspozycja dowódcy OK IV)
- mjr piech. Tomasz Marzec (p.o. XI 1928 – II 1929)
- ppłk piech. Władysław Sidziński (III 1929[16] – VI 1935)
- mjr piech. Michał Ignacy Ciążyński[a] (VII 1935[21][22] – 1939[23])

Obsada pozostałych stanowisk funkcyjnych PKU w latach 1921–1925
- I referent – kpt. piech. Feliks Bolesławski
- II referent
  - urzędnik wojsk. XI rangi Antoni Markiewicz (do 1 VI 1923 → OE Częstochowa PKU Częstochowa[26])
  - urzędnik wojsk. XI rangi Włodzimierz I Wysoczański (1 VI 1923[26] – I 1924[27] → OE Łask)
  - por. piech. Henryk Bronisław Górak (I 1924[27] – II 1925[28] → 37 pp)
  - por. kanc. Michał Drabicki (II 1925 – II 1926 → kierownik II referatu)
- referent – urzędnik wojsk. X rangi / kpt. nauk.-ośw. Anastazy Bielenin (do II 1925[29] → oficer oświatowy Wojskowego Więzienia Śledczego Nr IV)
- oficer instrukcyjny – kpt. piech. Zygmunt Semerga (XI 1924[30] – III 1926[31] → 31 pp)
- oficer ewidencyjny na powiat sieradzki
  - urzędnik wojsk. X rangi Mieczysław Ostrowski (do 1 VI 1923 → OE Łowicz PKU Skierniewice[26])
  - urzędnik wojsk. XI rangi / por. kanc. Michał Drabicki (VII 1923[32] – II 1925[33] → II referent)
  - chor. Leonard Skwirzyński (od IV 1925[34])
- oficer ewidencyjny na powiat łaski
  - por. piech. Henryk Bronisław Górak (VIII 1923[35] – I 1924 → II referent)
  - urzędnik wojsk. XI rangi / por. kanc. Włodzimierz I Wysoczański (od I 1924)

Obsada pozostałych stanowisk funkcyjnych PKU w latach 1926–1938
- kierownik I referatu administracji rezerw i zastępca komendanta
  - mjr. kanc. Feliks Bolesławski (II 1926 – II 1927[39] → stan spoczynku z dniem 30 IV 1927)
  - kpt. KS Aleksander Pieniążek (VI[40] – VII 1927[41] → Wojskowy Sąd Rejonowy Skierniewice)
  - mjr piech. Tomasz Marzec (X 1927 – XI 1928 → komendant)
  - mjr piech. Ryszard Lorenczuk (od XI 1928[42])
  - kpt. piech. Michał Daniszewski (był w 1932)
- kierownik II referatu poborowego
  - por. kanc. Michał Drabicki (od II 1926, był w 1928)
  - por. piech. Bolesław Babczański (był w 1932)
- referent
  - por. kanc. Włodzimierz I Wysoczański (II 1926 – 30 VI 1927[43] → stan spoczynku)
  - por. piech. Bolesław Rabczański (od VIII 1927[44])

Obsada pozostałych stanowisk funkcyjnych KRU w latach 1938–1939
- kierownik I referatu ewidencji – kpt. adm. (piech.) Edmund Wieprzewski
- kierownik II referatu uzupełnień – kpt. adm. (piech.) Bolesław Kazimierz Rabczański